# صيد الرؤوس

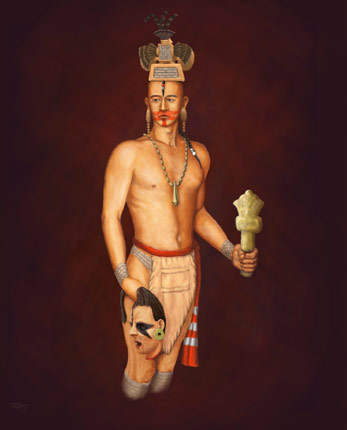

صيد الرؤوس هو ممارسة أخذ رأس الشخص والاحتفاظ به بعد قتله. كان صيد الرؤوس يُمارس في العصور التاريخية في أجزاء من أوقيانوسيا، وجنوب آسيا، وجنوب شرق آسيا، وغرب ووسط أفريقيا، وأمريكا الوسطى، وأوروبا. ظل صيد الرؤوس يحدث في أوروبا حتى نهاية العصور الوسطى في أيرلندا والمناطق الحدودية الإنجليزية الاسكتلندية، وحتى القرن العشرين في الجبل الأسود، وكرواتيا، وألبانيا، والأجزاء الغربية من الهرسك.
شكلت ممارسة صيد الرؤوس موضوع دراسة مكثفة ضمن مجتمع علم الإنسان، الذي يحاول فيه الباحثون تقييم الدور الاجتماعي لهذه الممارسة ووظائفها ودوافعها الاجتماعية وتفسيرها. تستكشف كتابات علم الإنسان المواضيع التي يتضمنها صيد الرؤوس ومنها إهانة المنافس، والعنف كجزء من الطقوس، والتوازن الكوني، وعرض الرجولة، وأكل لحوم البشر، والهيمنة على أجساد وأرواح أعدائه في الحياة الحالية والتالية، كجائزة وإثبات على القتل (إنجاز في الصيد)، وإظهار العظمة، والهيبة من خلال السيطرة على روح المنافس وقوته، وكوسيلة لتأمين خدمات الضحية كعبد في الحياة الآخرة.
يتفق علماء اليوم عمومًا على أن الوظيفة الأساسية لصيد الرؤوس كانت متعلقة بالطقوس والشعائر. كانت تلك الممارسة جزءًا من عملية تشكيل العلاقات الهرمية بين المجتمعات والأفراد، وتعزيزها، والدفاع عنها. يضع بعض الخبراء نظريات تقول إن نشوء هذه الممارسة يعود إلى الاعتقاد بأن الرأس يحتوي على «الروح» أو قوة الحياة، والتي يمكن تسخيرها من خلال صيده.

## آسيا وأوقيانوسيا

### ميلانيزيا
مُورس صيد الرؤوس من قبل العديد من الشعوب الأسترونيزيّة في جنوب شرق آسيا وجزر المحيط الهادئ. كما حصلت هذه الممارسة في وقت أو آخر عند معظم شعوب ميلانيزيا، بما في ذلك غينيا الجديدة. عثر مبشّر على 10,000 جمجمة في منزل بجزيرة غوريباري في عام 1901.
تاريخيًا، اشتُهرت شعوب الماريند في غينيا الجديدة بسبب ممارستها صيد الرؤوس. كانت الممارسة متجذرة في نظام معتقدهم ومرتبطة بإعطاء اسم للمولود الجديد. كان يُعتقد أن الجمجمة تحوي قوةً تشبه المانا. لم يكن الدافع الأساسي لصيد الرؤوس هو أكل لحوم البشر، ولكنهم كانوا يتناولون لحم الشخص الميت في الاحتفالات التالية للقبض عليه وقتله.
تعيش قبيلة كورواي، وهي قبيلة بابوية في الجنوب الشرقي من جزر بابوا غينيا الغربية، في بيوت شجرية يبلغ ارتفاعها نحو 40 مترًا. يُعتقد أن بناء تلك البيوت كان ممارسة دفاعية بهدف حماية أنفسهم من السيتاك، وهم قبيلة من صائدي الرؤوس المجاورين. يعتقد بعض الباحثين أن الأمريكي مايكل روكفلر، الذي اختفى في غينيا الجديدة في عام 1961 أثناء قيامه برحلة ميدانية، لربما قد اختُطف من قبل صائدي الرؤوس في منطقة أسمات. كان مايكل روكفلر ابن حاكم نيويورك نيلسون روكفلر.
«رحلة السنارك البحرية» (1911) هي رواية لجاك لندن يتحدث فيها عن إبحاره المغامر في عام 1905 في ميكرونيسيا، روى جاك أن صائدي الرؤوس في ماليتا هاجموا سفينته أثناء إقامته في بحيرة لانغا لانغا، وتحديدًا حول جزيرة لاولاسي. كانت سفينته والسفن الأخرى تختطف القرويين من موطنهم الأصلي وتأخذهم ليعملوا في المزارع، وهي ممارسة معروفة باسم تجميع العبيد. قطع القرويون رأس «ماكنزي» قبطان السفينة مينولتا كانتقام لفقدان رجال من القرية أثناء حملة مسلحة لـ «تجنيد» العمال. كان القرويون يؤمنون بأن طاقم السفينة «مدين» لهم بعدة رؤوس أخرى قبل أن تصبح النتيجة متساوية.

### جنوب شرق آسيا
في جنوب شرق آسيا، استكشفت كتابات علم الإنسان صيد الرؤوس وغيرها من ممارسات قبائل الموروت، واللونغوت، والإيغوروت، والآيبان، والداياك، والبيراوان، والوانا، والمابوروندو. عند هذه المجموعات، كان صيد الرؤوس عادةً نشاطًا شعائريًا أكثر من كونه نزاعًا أو عملًا حربيًا. في ممارسة ذلك كان على المحارب أن يأخذ رأسًا واحدًا. كان صيد الرؤوس عاملًا مساعدًا في إنهاء الحداد الفردي والجماعي على موتى المجتمع. اشتملت الممارسة على أفكار الرجولة والزواج، وكانت الرؤوس المُجمّعة تحظى بتقدير كبير. ومن الأسباب الأخرى لصيد الرؤوس القبض على الأعداء كعبيد، ونهب الممتلكات القيمة، والنزاعات ما بين الأعراق أو ضمن العرق الواحد، والتوسع الإقليمي.
زار العالم في مجال علم الإنسان والمستكشف الإيطالي «إليو موديلياني» مجتمعات صيد الرؤوس في جنوب نياس (جزيرة تقع غرب سومطرة) في عام 1886 ؛ وكتب دراسة مفصلة عن مجتمعهم ومعتقداتهم. وجد أن الغرض الرئيسي من صيد الرؤوس كان الاعتقاد بأنه، إذا امتلك الرجل جمجمة شخص آخر، فإن ضحيته ستعمل كعبد للمالك إلى الأبد في الحياة الآخرة. كانت الجماجم البشرية سلعة ثمينة. استمرت عمليات صيد الرؤوس المتفرقة في جزيرة نياس حتى أواخر القرن العشرين، ويعود آخر حادث مُبلّغ عنه إلى عام 1998.
كان صيد الرؤوس يُمارس بين شعب السومبا حتى أوائل القرن العشرين. وذلك فقط أثناء حفلات الحرب الكبيرة. وفي المقابل، عندما اصطاد الرجال الحيوانات البرية، كانوا يعملون في صمت وسرية. كانت الجماجم المجمّعة تُعلّق على شجرة الجماجم المُقامة في وسط القرية. ومؤخرًا في عام 1998، في ويكابوباك، أدى صراع عشائر كبير إلى قطع رؤوس بعض الأشخاص.  ما أعاد إلى الأذهان تقليد صيد الرؤوس.
كتب كينيث جورج عن طقوس صيد الرؤوس السنوية التي لاحظها عند أقلية المابوروندو الدينية، وهي قبيلة تعيش في مرتفعات الجزء الجنوبي الغربي من جزيرة سولاوسي الإندونيسية. هناك لا تُقطع الرؤوس. بدلًا من ذلك، يستخدمون رؤوسًا بديلة من ثمار جوز الهند في الاحتفالات الشعائرية. تحدث هذه الطقوس، التي تسمى بانجاي، في نهاية موسم حصاد الأرز. وتعمل على إنهاء الحداد الجماعي على موتى العام الماضي؛ وعلى التعبير عن التوترات والجدالات بين الثقافات؛ وإتاحة عرض الرجولة؛ وتوزيع الموارد المجتمعية؛ ومقاومة الضغوط الخارجية للتخلي عن طرق مابوروندو في الحياة.
قمعت سلطات الولايات المتحدة في الفلبين ممارسة صيد الرؤوس عند قبيلة الإيلونغوت في ثلاثينيات القرن العشرين. مارست قبيلة الإيغوروت في الفلبين صيد الرؤوس أيضًا.
كانت قبيلة وا، التي تقع أراضيها على جانبي الحدود البورمية الصينية، معروفةً للأوروبيين باسم «وا الوحشية» بسبب سلوكها «الهمجي». حتى سبعينيات القرن العشرين، مارست قبيلة وا صيد الرؤوس.
في ساراواك، المنطقة الشمالية الغربية من جزيرة بورنيو، أسس جيمس بروك ونسله سلالة استعمارية. قضوا على صيد الرؤوس في المئة عام السابقة للحرب العالمية الثانية. قبل وصول بروك، كانت قبيلة آيبان قد هاجرت من منطقة وسط كابواس إلى منطقة نهر باتانغ لوبار العليا من خلال قتال القبائل الصغيرة الموجودة وتشريدها، مثل قبائل سيرو وبوكيتان. والهجرة الناجحة الأخرى التي حققتها قبيلة الآيبان كانت من منطقة ساريبا إلى منطقة كانويت في وسط نهر باتانغ راجانغ، بقيادة الموجا الشهير «بوا رايا». إذ قاتلوا وشردوا قبائل مثل الكانويت والباكيتان.
واجه بروك لأول مرة قبيلة الآبيان من ساريباس-سكرانغ في ساراواك في معركة الرهان على مارو في عام 1849. حصل على توقيع معاهدة ساريباس مع زعيم الآيبان في تلك المنطقة، الذي كان يُطلق عليه اسم أورانغ كايا بيمانتشا دانا «بايانغ». بعد ذلك، وسعت سلالة بروك أراضيها من منطقة ساراواك الصغيرة الأولى إلى ولاية ساراواك الحالية. وجندوا قبائل المالاي والآيبان وغيرهم من السكان الأصليين كقوة كبيرة ولكن غير مدفوعة للقضاء على أي تمردات تحصل في الولايات وتهدئتها. حظرت حكومة بروك صيد الرؤوس (النغاياو بلغة الآيبان) ووضعت عقوبات على عصيان مرسوم الحكومة.